# Circuito de Guadarrama
Der Circuito de Guadarrama war ein von 1913 bis ca. 1926 benutzte Motorsport-Rennstrecke um Guadarrama in der Autonomen Region Madrid in Spanien. Auf dem Straßenkurs wurden erste Motorsportveranstaltungen in Spanien durchgeführt. Er war 1913 Austragungsort des ersten Großen Preises von Spanien.

## Geschichte

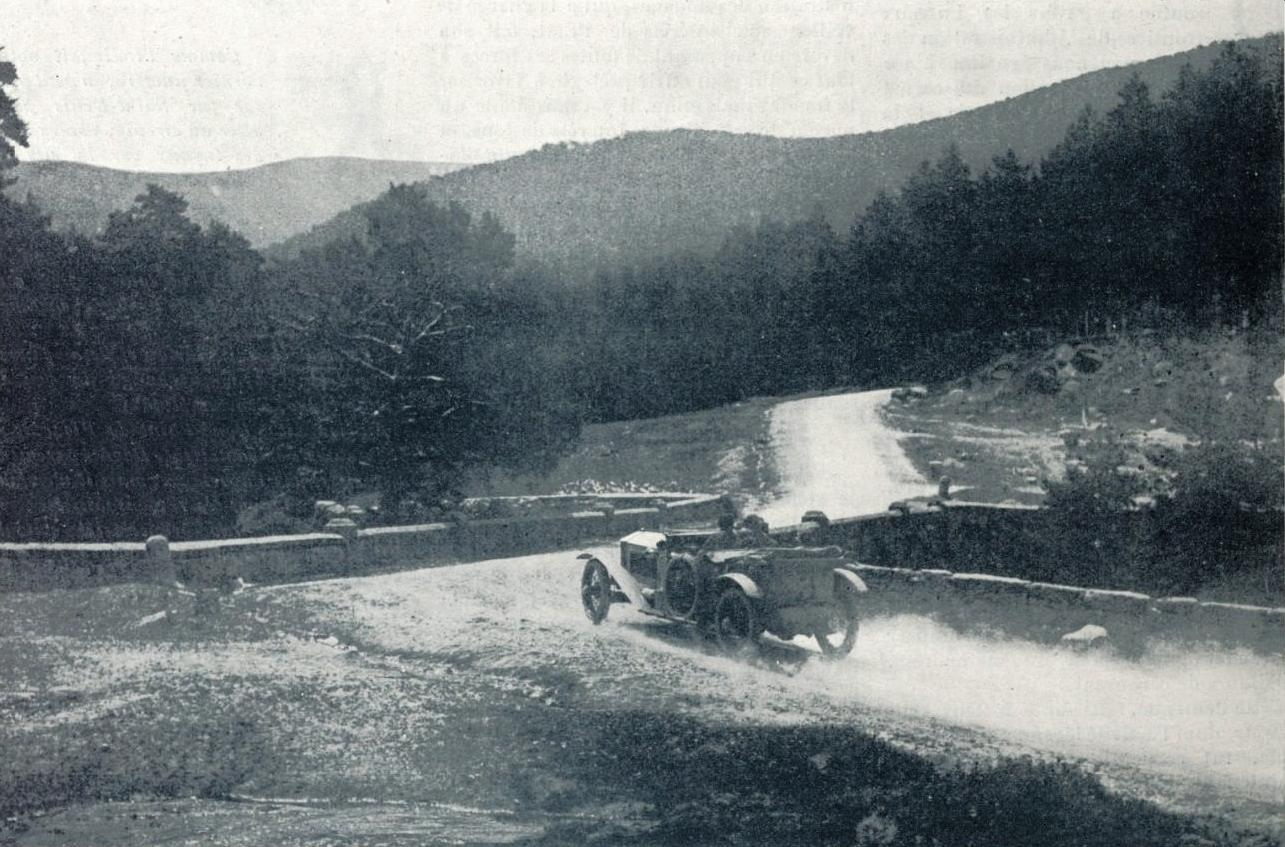
Siegerfahrzeug des ersten GP von Spanien 1913 auf dem Circuit de Guadarrama

Auf dem Straßenkurs wurde 1913 vom Real Automóvil Club de España nach heutiger Einordnung der erste Große Preis von Spanien organisiert. Schirmherr des von 16 Teilnehmern bestrittenen Rennens war der Spanische König Alfons XIII. Auf dem etwa 103 km langen Kurs mussten drei Runden und damit eine Gesamtdistanz von 309 km absolviert werden. Das Rennen gewann der spanische Adlige Carlos de Salamanca auf einem 70 PS starken Rolls-Royce, nachdem sein 2 Runden lang führender Teamkollege, der Rolls-Royce-Testfahrer Eric Platford, ihm die Führung aufgrund einer Teamorder überlassen musste. Die Siegerzeit betrug am Ende 3 Stunden, 34 Minuten und 11 Sekunden, wobei der Wagen einen Verbrauch von 83 Litern aufwies. Erst zehn Jahre später, 1923, wurde mit der Einweihung der Rennstrecke Sitges-Terramar ein weiterer Grand Prix in Spanien ausgetragen.
Von 1920 bis etwa 1926 wurde auch ein 12-Stunden-Rennen für Motorräder, Gespanne und Automobile ausgetragen, das im laufenden Straßenverkehr absolviert wurde und das danach auf den baskischen Circuito Lasarte wechselte.

## Streckenbeschreibung
Der Kurs führte durch die Orte San Ildefonso, Navacerrada, die Kreuzung der Straße vom Bahnhof Collado Villalba nach Segovia mit der Straße von Madrid nach A Coruña, Guadarrama, Alto del León, San Rafael, Revenga, Segovia und La Granja. In Collado Villalba wurde extra für das Rennen eine Brücke über den Bahnübergang gebaut.
Für das ab 1920 ausgetragene 12h Rennen wurde der Kurs leicht verkürzt. Die Ortsdurchfahrt von Segovia wurde ausgelassen und die Start-Ziellinie von San Ildefenso nach Guadarrama verlegt. 

## Veranstaltungen
- Gran Premio del Real Automóvil Club de España 1913
- 12 Horas de Guadarrama